# 이츠키 히로시
이츠키 히로시(五木ひろし 이쓰키 히로시[*], 1948년 3월 14일~)는 일본의 엔카 가수이자 배우, 작곡가이다. 본명은 마츠야마 카즈오(松山数夫 마쓰야마 가즈오[*])이다.

## 경력

### 출생~1960년대
일본 후쿠이현 미하마정에서 태어났다. 1964년 《제15회 일본 콜롬비아 전국 가요 콩쿨》에서 우승하여 작곡가 우에하라 겐토(上原げんと)의 제자가 되었다. 이후 1965년에 '마츠야마 마사루(松山まさる)'라는 이름으로 데뷔하여 총 6장의 싱글 앨범을 발표했으나 히트를 하지 못하였고, 1967년 폴리돌로 회사를 옮겨 '이치조 에이치(一条英一)'라는 이름으로 다시 데뷔한다. 그러나 역시 발매한 3장의 싱글이 전혀 히트를 하지 못했고, 결국 1969년 작곡가 엔도 미노루(遠藤実)의 제자가 되어 이름도 '미타니 켄(三谷謙)'으로 바꾸고 1장의 싱글을 발표하나, 역시 히트를 하지 못하는 괴로운 시기를 보내게 된다.

### 1970년대~현재
데뷔 후 2번이나 이름을 바꾸며 낸 노래들이 모두 히트를 하지 못한 그는, 사실상 마지막 각오로 《전일본가요선수권》에 출연하게 된다. 당시 '여기서 지면, 고향으로 돌아가 농사에 매진하겠다.'라는 각오를 품고 출연하였는데, 여기서 10주 연속 우승을 거두면서 일약 지명도가 올라가게 된다. 당시 이 프로그램의 심사위원이었던 작사가 야마구치 요코(山口洋子)와 작곡가 히라오 마사아키(平尾昌晃)의 제자가 되었고, 이후 1971년 야마구치 요코가 작가 이츠키 히로유키(五木寛之)로부터 성씨를 받아 이츠키 히로시(五木ひろし)'라는 새 이름을 지어주었다. 그 해 3월에 발매한 《요코하마 황혼(よこはま・たそがれ)》이 오리콘 차트 기준으로 65만매가 팔리면서 일약 대형 신인으로써 세간의 주목을 끌게 되었고, 당시 이 곡으로 각종 음악상을 수상함은 물론, 《NHK 홍백가합전》에도 출연하게 된다. 1975년에는 처음으로 남성팀의 피날레를 장식하기도 하였다. 이후 1982년에 발매한 자작곡인 《약속(契り)》이 영화 《대일본제국(大日本帝国)》의 주제가로 선정되었으며, 1988년을 기해 《일본 레코드대상》에서 10년 연속 금상을 수상하여 그 공로로 첫 특별상 수상자가 되는 등 계속해서 꾸준한 활동과 히트로 일본을 대표하는 엔카 가수 중 한 사람이 되었다.

## 기타

### NHK 홍백가합전
이츠키 히로시는 1971년부터 2020년까지 NHK 홍백가합전에 50회 연속 출연하였으며, 이는 지금까지의 홍백가합전 출연자 중 총 출연회수로는 키타지마 사부로(北島三郎)와 함께 최다 출연이다. 또한 연속 출장 기록으로는 1위이다. 이 중 백조(남성팀)의 피날레 무대를 총 13회 맡았으며, 그 중 6번은 전체 피날레를 맡았다.

### 일본 레코드대상
지금까지 대상을 2번 수상하여 하마사키 아유미(浜崎あゆみ)에 이어 기타 5팀의 가수와 함께 공동 2위의 기록을 가지고 있다. 이외에도 최우수 가창상, 작곡상, 특별상 등 여러 분야에서 수상한 기록을 가지고 있으며, 특히 금상을 10번 연속 수상하면서 최다 금상 수상 기록을 가지고 있다.

### 사생활
1989년에 배우 카즈 유우코(和由布子)와 결혼하였다. 당시 5억엔이 넘는 규모의 피로연으로 커다란 화제를 모았다.

## 주요 작품

### 대표곡
- 《新宿駅から (신주쿠역에서)》(1965년) - '마츠야마 마사루(松山まさる)' 이름으로 발매
- 《俺を泣かせる夜の雨 (나를 울리는 밤비)》(1967년) - '이치조 에이치(一条英一)' 이름으로 발매
- 《雨のヨコハマ (비내리는 요코하마)》(1969년) - '미타니 켄(三谷謙)' 이름으로 발매
- 《よこはま・たそがれ (요코하마 황혼)》(1971년) - '이쓰키 히로시(五木ひろし)' 이름으로 발매
- 《長崎から船に乗って (나가사키에서 배를 타고)》(1971년)
- 《待っている女 (기다리는 여자)》(1972년)
- 《旅鴉 (떠돌이)》(1972년)
- 《夜空 (밤하늘)》(1973년)
- 《ふるさと (고향)》(1973년)
- 《浜昼顔 (갯메꽃)》(1974년)
- 《千曲川 (치쿠마강)》(1975년)
- 《ふたりの旅路 (두 사람의 여로)》(1975년)
- 《熱愛 (열애)》(1978년)
- 《おまえとふたり (너와 둘이서)》(1979년)
- 《倖せさがして (행복을 찾아서)》(1980년)
- 《契り (약속)》(1982년) - 자작곡, 영화 《대일본제국(大日本帝国)》주제가
- 《居酒屋 (선술집)》(1982년) - 기노미 나나(木の実ナナ)와의 듀엣곡
- 《細雪 (가랑눈)》(1983년)
- 《長良川艶歌 (나가라강 엔카)》(1984년)
- 《そして…めぐり逢い (그리고.. 재회)》(1985년)
- 《追憶 (추억)》(1987년)
- 《暖簾 (노렌)》(1990년)
- 《おしどり (원앙새)》(1991년)
- 《浪花物語 (나니와 이야기)》(1993년) - 나카무라 미츠코(中村美律子)와의 듀엣곡
- 《女の酒場 (여자의 술집)》(1996년)
- 《紫陽花 (자양화[1])》(1997년)
- 《北のともしび (북녘의 등불)》(1998년) - 덴도 요시미(天童よしみ)와의 듀엣곡
- 《山河 (산하)》(2000년) - 호리우치 다카오(堀内孝雄) 작곡
- 《おふくろの子守歌 (어머니의 자장가)》(2001년) - 쓴쿠(つんく) 작사, 작곡
- 《逢いたかったぜ (보고싶었다)》(2001년) - 스승 우에하라 겐토 작곡. 1955년 오카 하루오(岡晴夫)의 곡을 리메이크
- 《ふりむけば日本海 (뒤돌아보면 일본해)》(2005년) - 이쓰키 히로유키 작사, 이쓰키 히로시 작곡
- 《夜明けのブルース (새벽의 블루스) - (2012년) - 레이몬드 마츠야 작사, 레이몬드 마츠야 작곡
- 《博多ア・ラ・モード (하카타 아라모도)》- (2013년) - 레이몬드 마츠야 작사, 레이몬드 마츠야 작곡
- 《桜貝 (사쿠라 나이)》- (2014년)

이외 다수.

### 드라마
- 《日本沈没 (일본침몰)》(1974년, TBS) - 특별출연.
- 《春日局 (가스가노츠보네)》(1989년, NHK) - 아케치 미츠히데 역.
- 《大忠臣蔵 (다이츄신구라)》(1989년, 테레비도쿄)
- 《金田一少年の事件簿 (소년탐정 김전일의 사건부)》(2001년, 니혼테레비) - 제8화 특별출연.
- 《利家とまつ~加賀百万石物語~ (토시이에와 마츠~카가 백만석 이야기~)》(2002년, NHK) - 후와 미츠하루 역.

이외 다수.

## 수상 경력
- 1973년 《제15회 일본 레코드대상 (대상)》
- 1984년 《제26회 일본 레코드대상 (대상)》
- 1984년 《제15회 일본 가요대상 (대상)》
- 2004년 《제54회 예술선장 문부과학성대신상 (대중예능 부문)》
- 2007년 자수훈장